# Tersilochus kerzhneri
Tersilochus kerzhneri är en stekelart som beskrevs av Andrey Ivanovich Khalaim 2007. Tersilochus kerzhneri ingår i släktet Tersilochus och familjen brokparasitsteklar. Inga underarter finns listade i Catalogue of Life.